# OP-Bunker
Als OP-Bunker werden Luftschutzanlagen bezeichnet, die über einen oder mehrere OP-Säle verfügen. Meist sind sie Bestandteil von Ausweich- und Hilfskrankenhäusern oder stehen im direkten Zusammenhang damit. 1997 existierten in Deutschland 221 solche Objekte mit einer Kapazität von annähernd 80.000 Betten. Solche Anlagen bestehen oder bestanden unter anderem im:
- Hochbunker Heckeshorn, Berlin
- OP-Bunker Teichstraße, Berlin[2]
- Universitätsklinikum Hamburg-Eppendorf[3]
- OP-Hochbunker des Krankenhauses in der „Celler Straße“, Braunschweig[4]
- Hilfskrankenhaus Aldenhoven
- Hilfskrankenhaus Wedel